# Rhodomyrtus trineura
Rhodomyrtus trineura är en myrtenväxtart som först beskrevs av Ferdinand von Mueller, och fick sitt nu gällande namn av George Bentham. Rhodomyrtus trineura ingår i släktet Rhodomyrtus och familjen myrtenväxter.

## Underarter
Arten delas in i följande underarter:
- R. t. capensis
- R. t. trineura
- R. t. canescens
- R. t. macrophylla
- R. t. novoguineensis